# Potyondi-árok
A Potyondi-árok a Kőszegi-hegység területén, Perenye település nyugati, külterületi részén ered, Vas vármegyében. A patak forrásától kezdve déli-délkeleti irányban halad, majd Szombathelynél éri el az Arany-patakot. Útja során elsőként Perenye település nyugati külterületi részén vág át. Ezt követően a 89-es főút alatt folyik tovább, Szombathelytől északra. A vármegyeszékhely belterületén, az Olad városrészben éri el az Arany-patakot.

## Part menti települések
- Perenye
- Szombathely